# Memorial das Vítimas do Comunismo
O Memorial das Vítimas do Comunismo (em inglês:  Victims of Communism Memorial) é um monumento localizado na cidade de Washington, nas imediações do edifício do Capitólio.
O objectivo deste memorial encontra-se expresso na sua respectiva inscrição:
"Para os mais de cem milhões de vítimas do comunismo e para os que amam a liberdade."
O Memorial das Vítimas do Comunismo foi inaugurado pelo Presidente George W. Bush, no 20.º aniversário do discurso de Ronald Reagan, junto ao Muro de Berlim.

## Historial legislativo
A "Fundação do Memorial das Vítimas do Comunismo", foi instituída em 1994, na sequência da aprovação unânime, a 17 de Dezembro de 1993, da Resolução H.R. 3000 (Secção 905) do Congresso dos Estados Unidos, apresentada pelos congressistas californianos Dana Rohrabacher e Tom Lantos; Claiborne Pell, de Rhode Island e Jesse Helms, da Carolina do Norte, sendo posteriormente ratificada pelo presidente Bill Clinton (Public Law 103-199).
Devido ao atraso no processo de criação do memorial, a autorização legislativa foi alargada através da Public Law 105-277 (Secção 326) de 21 de Outubro de 1998, até 17 de Dezembro de 2007, cabendo à "Fundação do Memorial das Vítimas do Comunismo" a responsabilidade inicial pelo financiamento e planeamento da construção do memorial.

## A"Fundação do Memorial das Vítimas do Comunismo"
O presidente honorário da Fundação é o antigo chefe de Estado norte-americano George Bush, e entre os seus membros encontram-se vários senadores dos Estados Unidos; os académicos Robert Conquest, Paul Hollander, Richard Pipes e  R.J. Rummel; os ex-presidentes Guntis Ulmanis, da Letónia; Vytautas Landsbergis, da Lituânia; Lennart Meri, da Estónia; Lech Wałęsa, da Polónia; Emil Constantinescu, da Roménia; Arpad Goncz, da Hungria; Sali Berisha, da Albânia; e Václav Havel, da República Checa, bem como os dissidentes Yelena Bonner e Vladimir Bukovsky, da Rússia; Armando Valladares, de Cuba; e Harry Wu, da República Popular da China.

## Concepção artística
Relativamente à concepção artística do memorial, os dirigentes da Fundação consideraram várias hipóteses temáticas:
- arame farpado para simbolizar o Gulag;

- embarcações em memória dos refugiados vietnamitas, conhecidos por "boat people";

- réplica da Porta de Brandenburgo, junto ao Muro de Berlim;

- conjunto de ossadas para evocar os campos da morte cambojanos, sob o regime de Pol Pot [3] (ver: Regime do Khmer Vermelho).

Por fim, em Novembro de 2005, a National Capital Planning Commission aprovou a proposta artística apresentada pelo escultor Thomas Marsh.
Esta proposta, consistia numa estátua de três metros de altura, réplica em bronze da Deusa da Democracia erigida pelos estudantes chineses, durante o Protesto na Praça da Paz Celestial em 1989, por sua vez inspirada na Estátua da Liberdade e tendo como finalidade "homenagear os mais de 100 milhões de vítimas do comunismo".

## Fundamentação do memorial
| País                                       | Anos      | Vítimas em milhares |
| ------------------------------------------ | --------- | ------------------- |
| República Democrática do Afeganistão       | 1978-1987 | 228                 |
| República Popular Socialista da Albânia    | 1944-1987 | 100                 |
| República Popular de Angola                | 1975-1987 | 125                 |
| República Popular da Bulgária              | 1944-1987 | 222                 |
| Camboja Democrático (Khmer Vermelho)       | 1975-1979 | 2.035               |
| República Popular do Camboja               | 1979-1987 | 230                 |
| República Popular da China                 | 1949-1987 | 61.911              |
| República de Cuba                          | 1959-1987 | 73                  |
| República Socialista Checoslovaca          | 1948-1987 | 65                  |
| República Democrática Popular da Etiópia   | 1974-1987 | 725                 |
| República Democrática Alemã                | 1948-1987 | 70                  |
| Governo Revolucionário Popular de Granada  | 1983      | 0,1                 |
| República Popular da Hungria               | 1948-1987 | 27                  |
| República Democrática Popular da Coreia    | 1948-1987 | 1.663               |
| República Democrática Popular Lao          | 1975-1987 | 56                  |
| República Popular da Mongólia              | 1926-1987 | 100                 |
| República Popular de Moçambique            | 1975-1987 | 198                 |
| República da Nicarágua                     | 1979-1987 | 5                   |
| República Popular da Polónia               | 1948-1987 | 22                  |
| República Socialista da Roménia            | 1948-1987 | 435                 |
| União Soviética                            | 1917-1987 | 35.236              |
| República Socialista do Vietname           | 1945-1987 | 1.670               |
| República Democrática Popular do Iémen     | 1967-1987 | 1                   |
| República Socialista Federal da Jugoslávia | 1944-1987 | 1.073               |
| Subtotal                                   | 1917-1987 | 106.267             |
| Guerrilha comunista                        | 1944-1987 | 4.019               |
| Total                                      | 1917-1987 | 110.286             |

Da lista de crimes dos regimes comunistas destacam-se os seguintes:
- dezenas de milhares de vítimas de execuções individuais e colectivas, sob a suspeita de oposição política e com ou sem julgamento sumário; repressão violenta de manifestações e de greves; assassinato de reféns e de prisioneiros de guerra, na Rússia, entre 1918-1922.

- cerca de 5 milhões de mortos por fome em consequência das requisições agrícolas em 1921-1922 (ver: Fome russa de 1921), especialmente na Ucrânia em 1932-1933. A fome foi usada como uma arma política por outros regimes comunistas além da União Soviética.

- 300.000 a 500.000 Cossacos exterminados entre 1919 e 1920.

- centenas de milhares de mortos nos campos de concentração, num total de 15 a 20 milhões de prisioneiros, entre 1930 e 1953.

- 690.000 pessoas arbitrariamente condenadas à pena capital durante o Grande Expurgo de 1936-1938. Deportação de outros milhares para os campos do Gulag. No total, entre 1 de Outubro de 1936 e 1 de Novembro de 1938, aproximadamente 1.565.000 pessoas foram detidas.

- cerca de 30.000 "kulaks" exterminados (campesinato rico) durante coletivização forçada na União Soviética de 1929-1933. Outros 2 milhões são deportados em 1930-1932.

- milhares de vulgares cidadãos da União Soviética acusados de cumplicidade com o "inimigo" e executados no período que precedeu a Segunda Guerra Mundial. Por exemplo, em 1937, cerca de 144.000 pessoas foram detidas, tendo 110.000 sido executadas por suspeita de contactos com cidadãos polacos residentes na União Soviética. Também em 1937, 42.000 pessoas foram executadas por alegados contactos com trabalhadores alemães na U.R.S.S.

- 6 milhões de ucranianos mortos por fome (ver: Fome soviética de 1932-1933), no decurso do democídio/genocídio de 1932-1933 (Holodomor).

- centenas de milhares de Polacos, Ucranianos, lituanos, letões, estonianos, moldavos e de habitantes da Bessarábia, deportados em 1939-1941 e 1944-1945.

- deportação de 900 mil alemães do Volga, em 1941; de 180 mil tártaros da Crimeia, em 1943; de 521 mil chechenos e inguches, em 1944.

- deportação e extermínio de um quarto da população do Camboja, entre 1975-1978 (ver: Genocídio cambojano).

- dezenas de milhões de vítimas dos regimes totalitários de Mao Zedong, na China e de Kim Il Sung, na Coreia do Norte.

- numerosas vítimas em outras regiões do Mundo, como em África, Ásia e  América Latina.

## Inauguração do memorial
Na cerimónia de inauguração, em 12 de Junho de 2007, participaram mais de um milhar de convidados, entre os quais, membros do Governo, da Câmara dos Representantes e do Senado dos Estados Unidos; representantes das minorias étnicas; diversos dissidentes, como o poeta vietnamita Nguyen Chi Thien, o ex-preso político chinês Harry Wu, ou a lituana Nijolė Sadūnaitė; representantes diplomáticos da Polónia, República Checa, Lituânia, Letónia, Estónia e República da China (Taiwan), bem como os que contribuíram financeiramente para a construção do Memorial.[carece de fontes?]
Durante a cerimónia, o Presidente George W. Bush mencionou algumas das nações que sofreram a repressão dos regimes comunistas:
| “ | "Incluem-se os inocentes ucranianos mortos à fome por Stalin durante a Grande Fome; ou os Russos mortos nas purgas estalinistas; os lituanos, letões e estonianos transportados em vagões de gado e deportados para os campos da morte árticos do Comunismo Soviético. Incluem-se os chineses mortos no Grande Salto em Frente e na Revolução Cultural; os cambojanos chacinados nos campos da morte de Pol Pot; os alemães de Leste abatidos ao tentarem saltar o Muro de Berlim, em busca da liberdade; os polacos massacrados na Floresta de Katyn; e os etíopes exterminados durante o "Terror Vermelho"; os índios misquitos assassinados pela ditadura sandinista da Nicarágua; e os "balseros" cubanos afogados ao fugirem da tirania". | ” |

A estátua suscitou fortes críticas da Embaixada da República Popular da China, por invocar os trágicos acontecimentos da Praça da Paz Celestial, sendo por isso considerada um acto de difamação.
O custo aproximado do projecto foi de um milhão de dólares, tendo a comunidade letã dos E.U.A. e doadores particulares do antigo bloco soviético sido os principais financiadores.

## Críticas
Andrei Tsygankov, da Universidade Estadual de São Francisco, criticou a estátua como uma expressão do lobby anti-Rússia em Washington. Descreveu-a como um renascimento do simbolismo da Guerra Fria. O político russo Guennadi Ziuganov, líder do Partido Comunista da Federação Russa, também criticou o memorial, atacando os EUA e fazendo referência "ao sangue de civis no Iraque, Afeganistão, Somália, sérvios no Kosovo, baía de Guantánamo, bem como prisões da CIA na Europa Oriental [que] fazem parte da lista negra de crimes dos globalistas".
A estátua gerou críticas da embaixada chinesa em Washington porque o memorial evoca os massacre da Praça da Paz Celestial em 1989  (ver: Protestos e dissidência na China). Um porta-voz do Ministério das Relações Exteriores da China acusou os EUA de promover um pensamento de "Guerra Fria" e se intrometer nos assuntos internos da China, e emitiu um protesto formal. A embaixada chamou sua construção de uma "tentativa de difamar a China". Lee Edwards, presidente da Fundação Memorial das Vítimas do Comunismo, declarou não ter conhecimento de nenhuma queixa oficial.

## Condenação internacional dos regimes comunistas
Diversos países têm condenado os regimes comunistas e prestado homenagem às suas vítimas: Albânia; Bulgária; Camboja; Croácia; Eslováquia; Estónia; Etiópia; Geórgia; Hungria; Letónia; Lituânia; Macedônia do Norte; Polónia; República Checa (ver: Declaração de Praga sobre Consciência Europeia e Comunismo e Lei da Ilegalidade do Regime Comunista e dos Movimentos de Resistência); Roménia; e Ucrânia.
A Assembleia Parlamentar do Conselho da Europa aprovou, em 25 de Janeiro de 2006, uma resolução de condenação dos crimes praticados em nome da ideologia comunista.
O Parlamento Europeu aprovou, em 22 de Setembro de 2008, a instituição do Dia da Fita Preta (Dia Europeu da Memória das Vítimas do Estalinismo e do Nacional-Socialismo  ver: Comparação entre nazismo e stalinismo)